# Oeax lichenea
Oeax lichenea es una especie de escarabajo longicornio del género Oeax, subfamilia Lamiinae. Fue descrita científicamente por Duvivier en 1891.
Se distribuye por Camerún, Costa de Marfil, Gabón, Ghana, Guinea, Uganda, República Centroafricana, República Democrática del Congo y Togo. Posee una longitud corporal de 8-12 milímetros. El período de vuelo de esta especie ocurre en los meses de junio, octubre y noviembre.
La dieta de Oeax lichenea comprende gran cantidad de plantas y arbustos de la familia Moraceae, Anacardiaceae, Apocynaceae, Euphorbiaceae, Loganiaceae, Mimosoideae, Myristicaceae, entre otras.